# Amakusa Shirō
Pour les articles homonymes, voir Amakusa (homonymie).
Amakusa Shirō est un nom japonais traditionnel ; le nom de famille (ou le nom d'école), Amakusa, précède donc le prénom (ou le nom d'artiste).
Amakusa Shirō (天草 四郎, 1621 ?-12 avril 1638), né sous le nom de Masuda Tokisada (益田 時貞), est un des meneurs de la rébellion de Shimabara.

## Biographie
Fils d'un ancien vassal du clan Konishi, Shirō est élevé par les meneurs de la rébellion Shimabara en tant que « Quatrième enfant du Ciel », prédit par saint François Xavier comme étant destiné à mener l'évangélisation du Japon.
Le shogun Iemitsu Tokugawa voit d'un très mauvais œil la montée du christianisme et fait expulser les missionnaires jésuites puis attaque les rebelles chrétiens de Shimabara retranchés dans le château de Hara. Shirō mène la défense du château et meurt lorsque celui-ci est pris le 12 avril 1638. Il a alors 17 ans. Sa tête est exposée sur une pique à Nagasaki pendant une longue période comme avertissement pour d'éventuels autres rebelles chrétiens.